# Robert Hodgson (prêtre)
Ne doit pas être confondu avec Robert Hodgson.
Pour les articles homonymes, voir Hodgson.
Robert Hodgson, né vers 1773 à Congleton et mort le 9 octobre 1844 à Westminster, est un prêtre britannique. Il est Doyen de Carlisle de 1820 à 1844. 

## Biographie
Fils de Robert Hodgson, de Congleton, et de Mildred (née Porteus), il est né en 1773 et est baptisé le 22 septembre 1773 à l'église Saint-Pierre de Congleton. Il est un proche parent (par mariage du côté de son père et par le sang du côté de sa mère) de Beilby Porteus, évêque de Londres dont il écrira une biographie. 
Du côté de sa mère, il descend d'Augustine Warner Jr. (en), qui a présidé la Chambre des Bourgeois de Virginie à l'époque de la révolte de Nathaniel Bacon (Warner a servi avant la rébellion en 1676 et après la rébellion en 1677.)
Robert Hodgson fait ses études à la Macclesfield School et à Peterhouse à Cambridge où il obtient son BA en tant que 14e wrangler en 1795. Il est recteur de l'église Saint-George (Hanover Square) pendant plus de quarante ans, de 1803 jusqu'à sa mort en 1844. 
Il a épousé Mary Tucker le 23 février 1804. Leur fils, George Henry Hodgson, sera lieutenant à bord de l'expédition Franklin où il périra. Leur fille Henrietta Mildred Hodgson (en) est une arrière-grand-mère de Elizabeth Bowes-Lyon, mère d'Elizabeth II.